# Dimidamus
Genre
Dimidamus est un genre d'araignées aranéomorphes de la famille des Nicodamidae.

## Distribution
Les espèces de ce genre se rencontrent en Nouvelle-Guinée et en Australie.

## Liste des espèces
Selon World Spider Catalog (version 17.5, 19/09/2016) :
- Dimidamus arau Harvey, 1995
- Dimidamus dimidiatus (Simon, 1897)
- Dimidamus enaro Harvey, 1995
- Dimidamus leopoldi (Roewer, 1938)
- Dimidamus sero Harvey, 1995
- Dimidamus simoni Harvey, 1995

## Publication originale
- Harvey, 1995 : The systematics of the spider family Nicodamidae (Araneae: Amaurobioidea). Invertebrate Taxonomy, vol. 9, no 2, p. 279-386.